# Ácido metilmalónico
|                                                 |               |
| Hoja de datos                                   |               |
| Ácido metilmalónico                             |               |
| Nomenclatura IUPAC: ácido 2-methylpropanedióico |               |
| Número CAS 516-05-2                             |               |
| PubChem 487                                     |               |
| Fórmula química                                 | C4H6O4        |
| Peso molecular                                  | 118.088 g/mol |

Ácido metilmalónico es un compuesto químico del grupo de los ácidos dicarboxílicos. Consiste en la estructura básica del ácido malónico y además lleva un grupo metilo. Las sales del ácido metilmalónico se denominan metilmalonatos. 

## Metabolismo
Ácido metilmalónico es un subproducto de la vía del metabolismo del propionato.Las fuentes de partida para ello son las siguientes, con las respectivas contribuciones aproximadas al metabolismo del propionato en todo el organismo entre paréntesis:
- aminoácidos esenciales: metionina, valina, treonina e isoleucina[3](~ 50%)[2]
- ácidos grasos de cadena impar[3](~ 30%)[2]
- ácido propiónico procedente de la fermentación bacteriana[3](~ 20%)[2]
- cadena lateral de colesterol[3]
- timina[4]

El derivado propionato, propionil-CoA, es convertido en D-metilmalonil-CoA por la propionil-CoA carboxilasa y luego convertido en L-metilmalonil-CoA por la metilmalonil-CoA epimerasa.La entrada al ciclo de Krebs ocurre a través de la conversión de L-metilmalonil-CoA en succinil-CoA por la L-metilmalonil-CoA mutasa, para lo cual se requiere vitamina B12 en forma de adenosilcobalamina como coenzima.Esta vía de degradación de propionil-CoA a succinil-CoA representa una de las vías anapleróticas más importantes del ciclo de Krebs.El ácido metilmalónico se forma como subproducto de esta vía metabólica cuando la D-metilmalonil-CoA es escindida en ácido metilmalónico y CoA por la D-metilmalonil-CoA hidrolasa.La enzima miembro 3 de la familia de la acil-CoA sintetasa (acyl-CoA synthetase family member 3, ACSF3) es a su vez responsable de la conversión del ácido metilmalónico y de la CoA en metilmalonil-CoA.

## Relevancia clínica

### Deficiencia de vitamina B12
El aumento de los niveles de ácido metilmalónico puede indicar una deficiencia de vitamina B12. En adultos esta prueba suele ser de reducida utilidad, porque un 25-20% de pacientes mayores de 70 años tiene niveles elevados de ácido metilmalónico y un 25-33% de ellos no presenta deficiencia de vitamina B12. Por ello la determinación de ácido metilmalónico no se recomienda habitualmente para personas de edad avanzada.

### Enfermedades metabólicas
Un exceso se asocia a las acidurias metilmalónicas. 
Si los niveles elevados de ácido metilmalónico van acompañados de niveles elevados de ácido malónico, esto puede indicar la enfermedad metabólica aciduria combinada malónica y metilmalónica (combined malonic and methylmalonic aciduria, CMAMMA). Mediante el cálculo de la relación entre el ácido malónico y el ácido metilmalónico en el plasma, la CMAMMA puede distinguirse de la acidemia metilmalónica clásica.

### Cáncer
Además, la acumulación de ácido metilmalónico en la sangre con la edad se ha relacionado con la progresión tumoral en 2020.

### Sobrecrecimiento bacteriano intestinal
El sobrecrecimiento bacteriano en el intestino delgado también puede provocar niveles elevados de ácido metilmalónico debido a la competencia de las bacterias en el proceso de absorción de la vitamina B12. Esto es cierto en el caso de la vitamina B12 procedente de alimentos y suplementos orales, y puede evitarse mediante inyecciones de vitamina B12. También se plantea la hipótesis, a partir de estudios de casos de pacientes con síndrome de intestino corto, de que el sobrecrecimiento bacteriano intestinal conduce a una mayor producción de ácido propiónico, que es un precursor del ácido metilmalónico. Se ha demostrado que, en estos casos, los niveles de ácido metilmalónico volvieron a la normalidad con la administración de metronidazol.

## Medición
Las concentraciones de ácido metilmalónico séricas se determinan mediante cromatografía de gases con espectrometría de masa.